# Paranyctycia
Paranyctycia là một chi bướm đêm thuộc họ Noctuidae.

## Loài
- Paranyctycia orbiculosa Hreblay & Ronkay, 1998